# Javier Villa Stein
Javier Villa Stein (Lima, 2 de septiembre de 1948) es un jurista y abogado peruano. Vocal supremo, exnotario de Lima. Fue presidente de la Corte Suprema de Justicia de la República del Perú, y por lo tanto Presidente del Poder Judicial del Perú (2009-2010). Asimismo es profesor en la Universidad Nacional Mayor de San Marcos.

## Biografía
Hijo de Félix Augusto Villa Chueca y Graciela Stein Holguín. 
Estudió en el Colegio De la Inmaculada, de los padres Jesuitas en la ciudad de Lima (Promoción Cristo Rey 1965). 
Ingresó a la Facultad de Derecho en la Universidad Mayor de San Marcos, en la que recibió el título de Abogado. Luego se graduó de magíster en Derecho con mención en Ciencias Penales y finalmente como doctor en Derecho. 
En el campo académico, se ha desempeñado como docente en la Universidad Nacional Mayor de San Marcos, en la que fue director de la Unidad de Postgrado de Derecho. También ha enseñado en la Universidad de San Martín de Porres. Ha sido profesor investigador en la Universidad de Navarra.
Se casó con Maritza Morán Gaviria con la cual tiene 2 hijos: Alexandra Villa Morán y Ernesto Javier Villa Morán.
En el año 2016 postuló para ser Rector de la Universidad Nacional Mayor de San Marcos para el Periodo 2016-2021, siendo derrotado por Orestes Cachay Boza.
En 2020 fue elegido Decano del Colegio de Abogados de Lima. Sin embargo no pudo asumir dicho cargo porque fueron declaradas nulas las elecciones de dicho año por parte del Tercer Juzgado Constitucional de Lima lo cual fue confirmado por la Primera Sala Constitucional de Lima (Exp. 6991-2019), volviéndose a celebrar elecciones en el año 2022, donde participó nuevamente, fue derrotado por Cesar Humberto Bazan Naveda quien asumió el cargo de Decano del Colegio de Abogados de Lima.

## Carrera judicial

### Presidente de la Corte Suprema de Justicia
El 4 de diciembre de 2008 fue elegido presidente de la Corte Suprema de Justicia de la República del Perú para el periodo 2009-2010. y Gran Maestre de la Orden Peruana de la Justicia.
El 20 de julio de 2012, la Sala Penal Permanente de la Corte Suprema bajo su presidencia dictó un fallo controvertido, al rebajar las penas a los integrantes del Grupo Colina (organización paramilitar encargada de desaparecer extrajudicialmente a sospechosos de terrorismo durante el gobierno de Alberto Fujimori), condenados por el asesinato de 15 personas en el Caso Barrios Altos (incluyendo un niño), la desaparición forzada del periodista Pedro Yauri y la desaparición y asesinato de 9 líderes campesinos en El Santa. Villa Stein argumentó que estos no eran crímenes de Lesa Humanidad, por lo que las penas debían reducirse de 25 a 20 años.
El controversial fallo pasó a ser revisado por la Corte Interamericana de Derechos Humanos (CIDH). Finalmente, el 28 de septiembre del mismo año, la misma Sala Penal Permanente de la Corte Suprema anuló su propio fallo, aunque sin la participación de Villa Stein, quien por estos días se encontraba de vacaciones laborales.
Termina su carrera como Juez en marzo de 2017 mientras ejercía los cargos de Presidente de la Sala Penal Permanente e integrante de la Sala Plena de la Corte Suprema de Justicia.

## Textos instructivos
Entre sus  libros de texto publicados figuran:
- Derecho Penal, parte especial I-A, delitos contra la vida, el cuerpo y la salud.
- Derecho Penal, parte general.
- Derecho Penal, parte especial I-B, delitos contra el honor, la familia y la libertad.
- Derecho Penal, parte especial II-A, delitos contra el patrimonio.
- Derecho Penal, parte general, 2.ª edición.